# ドーン・コーラス (アルバム)
『ドーン・コーラス』は、冨田勲のシンセサイザー音楽としての9作目のアルバム。

## 概要
冨田がそれまで主音源として使用していたモーグなどのVCOに代わって、宇宙科学研究所で収録した宇宙からのパルス信号の波形をデジタルシンセサイザーに取り込み、音源として使用した作品。森本雅樹教授や寿岳潤教授を初めとする天文学の関係者の協力により、「獅子座AD星」の光度曲線をストリングスとして使用するといった手法が実現した。タイトル名であるドーンコーラスの音は1曲目冒頭に使われている。

## 収録曲目
A面
ヴィラ＝ロボス
1. ドーン・コーラス：ブラジル風バッハ 第4番 "プレリュード" (5:39)
2. ホイッスル・トレイン：ブラジル風バッハ 第2番 "トッカータ" (4:07)
3. ペガサス：ブラジル風バッハ 第7番 "トッカータ" (7:01)
4. パルサーからの呼びかけ：ブラジル風バッハ 第4番 "コラール" (4:05)

B面
1.  天界のアダージョ：アルビノーニのアダージョ（アルビノーニ）(6:11)
2. コズミック・コラール：主よ、人の望みの喜びよ（J・S・バッハ）(3:34)
3. ヴォカリーズ（セルゲイ・ラフマニノフ）(5:52)
4. 三星のカノン:パッヘルベルのカノン（パッヘルベル）(5:53)

## ザ・プラズマ・シンフォニー・オーケストラ
概要の通り、このアルバムでは、宇宙からのパルス信号を波形に変換してシンセサイザーの音源としている。冨田勲はこの波形をオーケストラに見立て、ザ・プラズマ・シンフォニー・オーケストラと名づけている。
各団員は次の通り。
| 指揮及び編曲                                                       | 冨田勲                          |
|                                                                    |                                 |
| コンサートマスター                                                 | 獅子座AD星                      |
| 第1ストリングスセクション                                          | 獅子座AD星                      |
| 第2ストリングスセクション                                          | オリオン座V371星                |
| 第3ストリングスセクション                                          | とかげ座EV星                    |
| オーボエ                                                           | くじら座UV星                    |
| ハープシコード                                                     | はくちょう座SS星・うみへび座V星 |
| オルガン                                                           | おうし座RV星・カシオペア座MM星  |
| ソプラノ・ハミング                                                 | 乙女座W星&ケフェウス座Delta星   |
| ドーン・コーラス                                                   | 地球星上空、磁気圏              |
| ボウ・ショック                                                     | 太陽                            |
| 蒸気機関車（ホワイトノイズ）                                       | オリオン座原始星                |
| 1秒11回のパルス                                                    | 帆座X星パルサー                 |
| その他、銀河星雲太陽系地球星の知的生命体が発生させた諸々のウェーヴ |                                 |
| サウンド・エンジニア                                               | 冨田勲                          |